# Dagger & Guitar
Dagger & Guitar er debutalbummet fra den danske punkrockgruppe Sort Sol. Det udkom i 1983 på Medley Records. Tidligere havde gruppen udgivet albums under navnet Sods, men dette var første album under deres nye navn.

## Spor
1. "Abyss" - 3:48
2. "White Shirt" - 3:08
3. "Excalibur" - 1:46
4. "Boy-Girl" - 2:39
5. "Boy In The Fire" - 2:26
6. "Off Morning" - 2:48
7. "Written Story" - 3:05
8. "Stuck To My Gun" - 2:48
9. "Framelding" - 3:32
10. "As She Weeps" - 7:55